# Idaux
Pour les articles homonymes, voir Idaux.
Idaux est une ancienne commune française du département des Pyrénées-Atlantiques. Le 27 juin 1842, la commune fusionne avec Mendy pour former la nouvelle commune d'Idaux-Mendy.

## Géographie
Idaux fait partie de la Soule.

## Toponymie
Son nom basque est Idauze-Mendi.
Le toponyme Idaux apparaît sous les formes 
Sent-Pee d'Udaus et Ydauze (respectivement 1454 et 1479, titres de Bayonne), 
Hidaus (1482, notaires de Larreule), 
Idauns et Ideaux (1775, intendance de Pau).

## Histoire
Paul Raymond note que « le commandeur d'Ordiarp avait droit de présentation à la cure d'Idaux (paroisse Saint-Pierre) ».

## Démographie
| 1793 | 1800 | 1806 | 1821 | 1831 | 1836 |
| ---- | ---- | ---- | ---- | ---- | ---- |
| 195  | 191  | 196  | 216  | 215  | 186  |

## Culture locale et patrimoine

### Patrimoine religieux
L'église d'Idaux date du XVIIIe siècle. Elle possède un clocher-mur dit trinitaire ou souletin c'est-à-dire que la crête du mur, percé de baies où tintent les cloches, s'y achèvent par trois grandes pointes à peu près d'égale hauteur, figurant la Trinité.

## Pour approfondir